# Henk Romeijn
Hendrik (Henk) Romeijn (Rotterdam, 21 augustus 1921 - Arnhem, 5 april 1944) was een Nederlandse verzetsstrijder in de Tweede Wereldoorlog. Hij is bekend vanwege de liquidatie van de "foute" politieman Anton van Dijk. Hij werd na de aanslag gepakt en na een aantal maanden gevangenschap geëxecuteerd.

## Levensloop
Romeijns moeder was een alleenstaande vrouw en kon niet voor hem zorgen. Via verschillende pleeggezinnen kwam hij uiteindelijk terecht bij  Jannes en Kee van Loon-Klerkx in Betuwse dorp Drunen, waar hij verder opgroeide. Romeijn had een zwakke gezondheid en leed aan tuberculose. Dat weerhield hem er niet van actief te zijn bij de plaatselijke voetbalclub. 
Romeijn was in 1943 vanwege de tbc opgenomen in een sanatorium in IJsselstein. Daar leerde hij de gemeenteambtenaar Louis Jansen kennen die een jaar eerder het illegale katholieke blad Christofoor was begonnen. Romeijn ging hem helpen met de verspreiding van het blad, onder andere in Drunen. Hij leerde andere verzetsmensen kennen, waaronder Jan Verleun. Verleun was actief voor de linkse studentenverzetsgroep CS-6 die haar basis had in Amsterdam. Romeijn werd ook actief bij CS-6 en haalde op zijn beurt Marcel Verwiel en Hendrik van Iersel uit Waalwijk bij de groep. In eerste instantie waren zij vooral betrokken bij de hulp aan onderduikers en het onderbrengen van Joodse kinderen.
Begin 1943 veranderde het karakter van de activiteiten van CS-6. De groep pleegde aanslagen op Nederlanders die samenwerkten met de Duitse bezetter. Op 5 februari 1943 was Hendrik Seyffardt, de commandant van het Nederlandse vrijwilligerslegioen, het eerste slachtoffer. Hij werd doodgeschoten door Verleun en Gerrit Willem Kastein. In mei 1943 kreeg Romeijn samen met Verwiel en Van Iersel de opdracht om de Nijmeegse politieman Anton van Dijk te doden. Van Dijk was een berucht Jodenjager en vormde een gevaar voor het verzet. De drie mannen begonnen Van Dijk te schaduwen om zicht te krijgen op zijn dagelijkse leefpatroon. Bij de voorbereiding werd het drietal ondersteund door Vic Roothaan van de verzetsgroep-Fredericks. Roothaan hielp bij het bedenken van een goede vluchtroute.
Van Iersel en Verwiel kwamen in conflict met Romeijn omdat zij vonden dat ze zich nog beter moesten voorbereiden. Romeijn besloot daarop de aanslag alleen te plegen. Op 8 juli 1943 schoot hij Van Dijk neer in de Hertogstraat in Nijmegen, ter hoogte van de 3e Walstraat. Van Dijk was zwaargewond en overleed anderhalve maand later aan zijn verwondingen. Romeijn sloeg op de vlucht, maar omstanders dachten dat hij de fiets, die klaar stond om op te vluchten, probeerde te stelen. Zij overmeesterden hem en brachten hem over aan de Sicherheitsdienst.
Romeijn werd vastgezet in het Huis van bewaring in Arnhem. Hij werd daar tijdens ondervragingen gemarteld. In zijn bezit was een notitieboekje aangetroffen met de namen van een aantal verzetscontacten. Romeijns pleegvader en Marcel Verwiel werden gearresteerd, maar na enkele weken weer vrijgelaten. Henk van Iersel zat tot het einde van de oorlog ondergedoken in Friesland. Een zekere pater Sanders uit Amsterdam werd aangehouden en bracht de rest van de oorlog door in Duitse concentratiekampen. Romeijn zelf werd in september 1943 overgebracht naar Kamp Vught. In maart 1944 werd hij door het Duitse SS- und Polizeigericht in Den Haag ter dood veroordeeld. Het vonnis werd op 5 april 1944 voltrokken op de executieplaats bij het Nederlands Openluchtmuseum in Arnhem. Het is niet bekend waar Romeijn is begraven.

## Postuum
De naam van Romeijn staat genoemd op de gedenkplaat bij het gemeentehuis van Drunen en op een plaquette in de Sint-Willibrorduskerk in Waalre. Ook komt hij voor op de Erelijst van Gevallenen 1940-1945. In 2016 verscheen een boek over hem van de hand van Bart Beaard. In Drunen is de Henk Romeijnstraat naar hem vernoemd.